# Britten-Norman
Бриттен-Норман (англ. Britten-Norman) (официальное название Бриттен-Норман Груп англ. Britten-Norman Group или BNG) — британская авиастроительная компания, принадлежащая членам семьи Завави из Омана, одна из двух независимых авиастроительных компаний Великобритании (вместе с Slingsby Aviation, расположенной в Киркбаймурсайд, Йоркшир).
Britten-Norman поставил более 1,250 самолётов в более 120 стран. Кроме производства самолётов компания выполняет техническое обслуживание, переоборудование и ремонт, а также работы по дизайну.
Единственная фабрика компании расположена в Бембридж, Остров Уайт, хотя фюзеляжи самолётов собирались также по лицензии в Румынии. Румынские самолёты проходят через бельгийскую Avions Fairey в Великобританию для получения свидетельства Архивная копия от 20 июня 2010 на Wayback Machine.
Компания производит Islander, военный Defender и трёхдвигательный Trislander, все эти самолёты — с укороченным взлётом и посадкой (STOL). Как правило они используются на маршрутах между небольшими островами.
Современные Islanders/Defenders могут оснащаться турбиной вместо поршневого двигателя по требованию заказчика. Самолёты Britten-Norman используется в качестве патрульных полицейскими и в рыбоохране, составляя альтернативу двухдвигательных вертолётов. Полицейские Хэмпшира, в сферу ответственности которых входит Остров Уайт и пролив Те-Солент, используют Islander. Оснащённый турбиной Islander — единственный самолёт, используемый Британской армией.

## История
Джон Бриттен и Десмонд Норман начали бизнес в середине 1950-х с установки распыляющего оборудования для сельского хозяйства на de Havilland Tiger Moth (работы производились на заводе около Вентор, Остров Уайт) по контракту в Суданом. Впоследствии Бриттен и Норман (пройдя обучение на De Havilland), стали работать над проектом самолёта.
Был разработан успешный BN-2 Islander, однако другие модели, BN-1 Finibee и BN-3 Nymph оказались неудачными. В 1960-е, Britten-Norman также принимала участие в разработке скоростного судна на воздушной подушке через свой филиал Cushioncraft Ltd. В начале 1970-х, Britten-Norman продал Cushioncraft British Hovercraft Corporation.
Компания несколько раз меняла владельцев. Fairey Aviation приобрела Britten-Norman в 1972 затем продала Oerlikon-Buhle (владелец швейцарской Pilatus Aircraft, в результате чего некоторые самолёты получили название Pilatus Britten-Norman) в 1979. Oerlikon-Buhle продала Britten-Norman нынешним собственникам в 1998.

## Самолёты
| Название                       | Первый полёт | Построено, шт. | Тип                                       |
| ------------------------------ | ------------ | -------------- | ----------------------------------------- |
| Britten-Norman BN-1            | 1951         | 1              | одномоторный СЛА                          |
| Britten-Norman BN-2 Islander   | 1965         | 1,280          | двухмоторный авиалайнер                   |
| Britten-Norman BN-2 Defender   | 1970         |                | двухмоторный многоцелевой военный самолёт |
| Britten-Norman BN-2 Trislander | 1970         | 72             | трёхмоторный авиалайнер                   |
| Britten-Norman BN-3 Nymph      | 1969         | 2              | одномоторный многоцелевой самолёт         |